# Портстюарт
Портстю̀ърт (на английски: Portstewart; на ирландски: Port na Binne Uaine или Port Stíobhaird) е град в северната част на Северна Ирландия. Разположен е на брега на Атлантически океан в район Коулрейн на графство Лъндъндери. Намира се на около 80 km северно от столицата Белфаст. Има жп гара и малко пристанище. Морски курорт. Тук се провежда музикалният фестивал Ред Сейлс. Населението му е 8029 жители, по данни от 2011 г.